# Ardboe

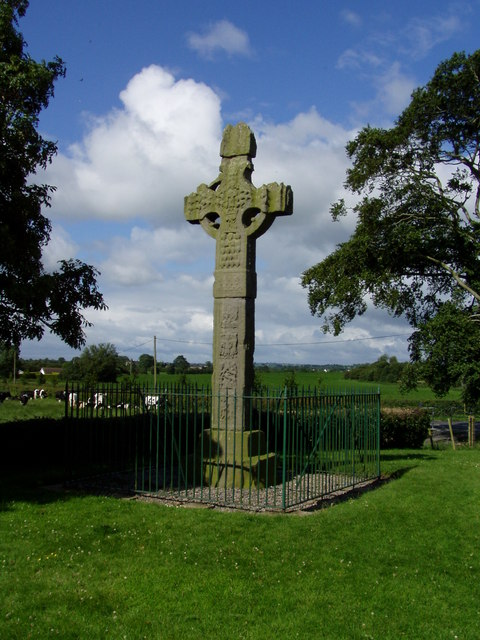
Hochkreuz von Ardboe

Ardboe (auch Arboe, irisch: Ard Bó, „Rinderhöhe“) ist ein kleiner Ort nahe dem Westufer des Lough Neagh in der historischen Grafschaft Tyrone in Nordirland. Der Ort gehörte zum aufgelösten District Cookstown und gehört seit 2015 zum District Mid Ulster. Er beherbergt ein Hochkreuz, einen mittelalterlichen Friedhof in einem alten Rath und die Ruine einer Abtei. Ardboe brannte im Jahre 1166 völlig nieder, wurde aber neu aufgebaut und erhielt eine mittelalterliche Gemeindekirche.
Das der Ulster-Gruppe zugehörige Hochkreuz markiert ein möglicherweise im 6. Jahrhundert gegründetes ehemaliges Kloster, das mit St. Colman verbunden wird. Das aus dem 10. Jahrhundert stammende Kreuz ist trotz des leichten Schadens am Ring und der Verwitterungen mit teils gut erkennbaren außergewöhnlich feinen biblischen Darstellungen gefüllt.
- Auf der Ostseite sind Adam und Eva, das Opfer von Isaac, Daniel in der Löwengrube, die Jünglinge im Feuerofen (altes Testament) und eine Figur mit Glocke und Bischofsstab umgeben von Leuten und Christus mit Waage und Flammen.
- Die Westseite (neues Testament) zeigt den Besuch der Weisen, die Hochzeit von Kana (Wasser in Wein), die Speisung der 5000 (Vermehrung der Brote und Fische), den Einzug in Jerusalem, die Gefangennahme und die Kreuzigung.
- Auf der Südseite sind Kain und Abel, Davids Kampf mit dem Löwen, die Tötung Goliats und Paulus und Antonius in der Wüste.
- Die Szenen auf der Nordseite sind schlecht zu erkennen. Vorgeschlagen worden als mögliche Themen sind die Taufe, die Salbung Davids, das Urteil Solomons und das Gemetzel an den unschuldigen Kindern.

Arboe Abbey ist eine kleine undefinierbare Ruine im Feld nördlich des Friedhofs. Die Kirchenruine im Friedhof stammt vermutlich aus dem frühen 17. Jahrhundert.